# Саркисян, Юрий Отеллоевич
Юрий (Юрик) Отеллоевич Саркисян (арм.  Յուրի (Յուրիկ) Սարգսյան; род. 14 августа 1961, Гехакерт, Эчмиадзинский район) — советский, армянский и австралийский тяжелоатлет, трёхкратный чемпион СССР (1983, 1984, 1987), двукратный чемпион Европы и мира (1982, 1983), призёр Олимпийских игр (1980), многократный рекордсмен мира. Заслуженный мастер спорта СССР (1982). В 2007 году имя Юрия Саркисяна включено в Зал славы тяжёлой атлетики.

## Биография
Родился 14 августа 1961 года в селе Самагар Эчмиадзинского района Армянской ССР. Начал заниматься тяжёлой атлетикой в возрасте 12 лет под руководством Феликса Алиева. Уже в 16 лет смог выполнить норматив Мастера спорта, а в 17 лет — Мастера спорта международного класса.  В 1980 году был включён в состав сборной СССР на Олимпийских играх в Москве, установил мировой рекорд в толчке и завоевал серебряную медаль.
В 1981 году Юрий Саркисян стал чемпионом мира среди юниоров, а в 1982 и 1983 годах побеждал на чемпионатах мира и Европы среди взрослых, установил несколько мировых рекордов. Он был явным фаворитом и Олимпийских игр в Лос-Анджелесе, но не смог принять в них участие из-за решения политического руководства СССР о бойкоте этих соревнований советскими спортсменами.
В 1985 и 1987 годах Юрий Саркисян становился серебряным призёром чемпионатов мира, но не вошёл в состав сборной СССР на Олимпийских играх в Сеуле. После этого он некоторое время не тренировался и задумывался о завершении спортивной карьеры.
В 1993 году в составе сборной Армении Юрий Саркисян отправился на чемпионат мира в Мельбурн. Став бронзовым призёром этого турнира, он подписал контракт с австралийской федерацией тяжёлой атлетики и в дальнейшем выступал за Австралию. Юрий Саркисян представлял эту страну на Олимпийских играх в Атланте и Сиднее, заняв соответственно седьмое и девятое место, а также на Играх Содружества 1998 и 2002 годов, завоевав соответственно серебряную и золотую медаль этих соревнований.
В 2006 году объявил о завершении спортивной карьеры и сосредоточился на предпринимательской и тренерской деятельности. Тренировал своего сына Давида, который в 2004 и 2008 годах становился призёром чемпионатов Океании в весовых категориях до 69 и 77 кг.

## Награды
- Медаль «За заслуги перед Отечеством» II степени (23 мая 2012) — по случаю Дня Республики[8].
- Две медали «За трудовую доблесть» (24 сентября 1980, 23 апреля 1985).
- Заслуженный мастер спорта СССР (1982).